# Lídia Skóblikova
Lídia Pàvlovna Skóblikova (en rus Ли́дия Па́вловна Ско́бликова, Zlatoüst, Unió Soviètica 1939) és una patinadora de velocitat sobre gel soviètica, ja retirada, guanyadora de 6 ors olímpics. Amb aquest èxit es convertí en la primera esportista de la història en aconseguir sis ors olímpics en els Jocs Olímpics d'Hivern.

## Biografia
Va néixer el 8 de març de 1939 a la ciutat de Zlatoüst, població situada a l'óblast de Txeliàbinsk.

## Carrera esportiva
Participà en els Jocs Olímpics d'Hivern de 1960 realitzats a Squaw Valley (Estats Units), on aconseguí la medalla d'or en les proves de 1.500 m. i 3.000 m., a més de finalitzar quarta en els 1.000 m.. En els Jocs Olímpics d'Hivern de 1964 realitzats a Innsbruck (Àustria) aconseguí imposar-se en les quatres proves femenines de la disciplina, els 500 m., 1.000 m., 1.500 m. i 3.000 metres. En els Jocs Olímpics d'Hivern de 1968 realitzats a Grenoble (França) participà en dues proves, finalitzant sisena en els 3.000 m. i onzena en els 1.500 metres.
Debutà en una competició internacional en el Campionat del Món de patinatge de velocitat de 1959 amb 19 anys, on aconseguí la medalla de bronze en la competició de combinada. Al llarg de la seva carrera aconseguí dues medalles més de bronze, una de plata i dos ors en les edicions de 1963 i 1964.

### Rècords del món
|   | Distància | Temps  | Data         | Lloc                 |
| - | --------- | ------ | ------------ | -------------------- |
| 1 | 1.500 m.  | 2:25.2 | Squaw Valley | 21 de febrer de 1960 |
| 2 | 1.000 m.  | 1:31.8 | Karuizawa    | 22 de febrer de 1963 |
| 3 | 3.000 m.  | 5:05.9 | Oslo         | 15 de gener de 1967  |

### Rècords personals
| Distància       | Temps   | Seu         | Data                    |
| --------------- | ------- | ----------- | ----------------------- |
| 500 m           | 45.0    | Innsbruck   | 30 de gener de 1964     |
| 1.000 m         | 1:31.8  | Karuizawa   | 22 de febrer de 1963    |
| 1.500 m         | 2:21.8  | Medeo       | 27 de gener de 1962     |
| 3.000 m         | 5:04.2  | Txeliàbinsk | 12 de gener de 1964     |
| Mini combinació | 190.817 | Karuizawa   | 21/22 de febrer de 1963 |